# Киркор Папазян
Киркор Ховсеп Папазян (на арменски: Կիրկոր Փափազյան) е български поет и журналист от арменски произход.

## Биография
Роден е през август 1936 г. в Пловдив, в семейството на потомствен бижутер и домакиня. По майчина линия е внук на адвоката и офицер подполковник Гарабед Вартазармиян и племенник на първия български комендант на град Дойран полковник Бохос Бохосян. Учи в арменското училище и гимназия в Пловдив. Завършва българска филология в Софийския университет. След това за кратко работи като учител. Занимава се с редакторска и журналистическа дейност. Работи в издателство „Христо Г. Данов“, във вестник „Хасковска Трибуна“ и като редактор в Радио Пловдив. Автор е на радиопредаванията „Алманах Марица“ и „Шушу-мушу, между нас да си остане“. Умира през март 1993 г. след продължително боледуване от левкемия.
Негови поетични книги са: „Отговор“ (1968), „Сега“ (1985), както и „Там“ (1994) и „Голи и непогалени“ (1997), които излизат посмъртно.